# Excel Saga
Excel Saga (jap. エクセル・サーガ, Ekuseru Sāga) ist ein Manga von Kōshi Rikudō, der auch als Anime umgesetzt wurde. Es handelt sich dabei um eine Comedy-Serie, die die zahlreichen Anime- und Manga-Genres parodiert.
Inoffizieller Nachfolger des Animes ist Puni Puni Poemi, der sich um die angebliche Tochter des Charakters Nabeshin dreht.

## Handlung und Charaktere
Im Anime und Manga geht es vorrangig um die Versuche der Organisation Across unter Lord Il Palazzo, die Welt zu erobern und sie von allem Schlechten zu befreien. Die Organisation will zuerst die Stadt F in der Präfektur F erobern, im Manga Fukuoka, Fukuoka. Im Anime wird dies so erläutert: "Um umsichtig zu sein, und es zu vermeiden, uns zu viel Arbeit zu machen, werden wir uns hierauf (Die Stadt) konzentrieren. Dies lässt auch Spielraum für Rückschläge."

### Across
Das hyperaktive Mädchen Excel, das viele Parallelen zu der später in Puni Puni Poemi auftretenden Poemy besitzt, hat gerade die Schule abgeschlossen als sie voller Freude blind über die Straße läuft und von einem LKW überfahren wird. Nach ihrem Tod im Krankenwagen wird sie von der als „Galaxie mit Armen und Beinen“ dargestellten Großen Willen des Makrokosmos ins Leben zurückgeholt und schließt sich nun dieser Organisation an, die damit zwei Mitglieder besitzt. Sie will so die Aufmerksamkeit Ilpalazzos gewinnen, in den sie sich verliebt hat. Aufgrund ihrer überdrehten Natur gelingt es ihr jedoch – mit Ausnahme ihres ersten Auftrags Koshi Rikdo in der ersten Folge zu ermorden – nicht einen Auftrag zu erfüllen. Während der Einsatzbesprechung schafft sie es nie, ihren Mund zu halten und wird regelmäßig von Ilpalazzo mit Gewalt am Weiterreden gehindert.
Später kommt noch Hyatt zur Organisation hinzu. Sie ist eine Außerirdische, sieht aber wie ein Mensch aus. Sie besitzt einen sehr schwachen Körper und spuckt daher häufig Blut. So kippt sie häufig und unverhofft um und scheint beinahe tot zu sein, bevor sie sich doch immer wieder aufrappeln kann. Im Gegensatz zu Excel ist sie eine sehr ruhige Natur und erledigt gewissenhaft ihre Aufgaben, insofern ihre gesundheitliche Situation dies zulässt. Sie steht unter Excel und führt mit ihr gemeinsam die gestellten Aufträge aus. Am Ende wird Excel von Ilpalazzo verstoßen und kämpft sogar gegen ihn, Hyatt nimmt ihren Platz ein.

### Department of City Security
Gegenspieler von Across ist vor allem das Department of City Security von Kabapu. Dieser scheint eine Position mit unbeschränkter Macht und Mitteln in der Stadt zu haben. Die Mitarbeiter Tooru Watanabe, Daimaru Sumiyoshi und Norikuni Iwata sind zu Beginn der Handlung noch arbeitslos, werden aber bald von Kabapu angestellt. Tooru hat sich in Hyatt verliebt, ohne zu wissen, dass sie für Across arbeitet. Des Weiteren gehören zum  Department of City Security noch Misaki Matsuya und die beiden Gynoiden Ropponmatsu 1 und 2. Die Sechs zusammen bilden die Daitenzin, ein Sentai-Team.

### Nebenhandlungen
Neben der Haupthandlung gibt es zahlreiche Nebenhandlungsstränge.
Der aus Amerika nach Japan eingewanderte Arbeiter Pedro wird von Schicksalsschlägen verfolgt, so betrügt ihn seine Frau zuhause mit einem anderen Mann, er flüchtet in eine Affäre zu (weiblichen) Großen Willen des Makrokosmos. Diese hat die Fähigkeit den Handlungsverlauf neu beginnen zu lassen und so zum Beispiel Tote zurückzuholen. Später kommt aber heraus, dass ein gewisser dieser Mann eine Beziehung mit Pedros Frau und dem Großen Willen hat. Außerdem sind die beiden Frauen ein und dieselbe Person.

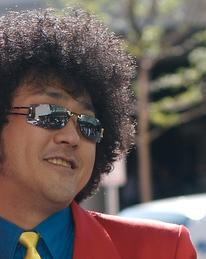
Shin’ichi Watanabe als Nabeshin

In den meisten Folgen taucht Nabeshin auf, ein Abenteurer, der einigen immer wieder aus der Patsche hilft und scheinbar aus dem Nichts Waffen ziehen kann. Er hat schon viele Mitstreiter in seinen zahllosen Kämpfen verloren. Gegen Ende hilft er Pedro gegen diesen Mann, da dieser auch sein Feind ist.
Außerdem fängt Excel zu Beginn der Serie den Hund Menchi. Diesen will sie als Nahrungsreserve aufbewahren, da sie ständig in Geldnöten ist. Der Hund versucht häufig zu fliehen, was ihm jedoch nie wirklich gelingt.

### Going too far, Zu weit gehen
Die letzte Folge der Serie, Going too far, durfte im japanischen Fernsehen nicht ausgestrahlt werden, da sie zu gewalttätig und freizügig war. Der Vorspann ist wesentlich blutiger als die vorherigen, die Folge enthält Nacktszenen, lesbische Liebe, Soaplands und Love Hotels.

## Veröffentlichungen

### Manga
Der Manga Excel Saga wurde von Rikudo aus dem Dōjinshi Municipal Force Daitenzin entwickelt, den er schon während seiner Schulzeit begonnen hatte.
Der Manga erscheint in Japan im Magazin Young King OURs des Verlags Shōnen Gahōsha seit 1996. Er ist noch nicht abgeschlossen und wurde in bisher 25 Sammelbänden zusammengefasst.

### Anime
Die Anime-Serie folgt einem anderen Handlungsstrang als der Manga. Nach Rikudo wurde die Produktion des Animes von Victor Entertainment initiiert, die dann gemeinsam mit Shonen Gahosha ihn um eine Umsetzung als Anime baten.

#### Synchronisation
| Rolle          | japanischer Sprecher (Seiyū) |
| -------------- | ---------------------------- |
| Excel          | Kotono Mitsuishi             |
| Hyatt          | Omi Minami                   |
| Ilpalazzo      | Takehito Koyasu              |
| Nabeshin       | Shin’ichi Watanabe           |
| Misaki Matsuya | Yuka Imai                    |
| Pedro Domingo  | Takashi Nagasako             |

#### Konzeption des Animes
Die Serie wurde ursprünglich für das japanische Nachtprogramm von TV Tokyo produziert. Da den Autoren dabei vollkommene Handlungsfreiheit gelassen wurde, zeichnet sich Excel Saga vor allem durch eine große Menge verdrehten Humors aus. In fast jeder der 26 Episoden wird dabei jeweils ein anderes Genre parodiert. Trotz dieses ständigen Genre-Wechsels gibt es jedoch immer wiederkehrende Szenen und Handlungselemente. Die 26. Folge wurde nur für die DVD-Veröffentlichung produziert und zeigt Szenen, die man selbst im TV-Nachtprogramm nicht hätte senden können. Es wurde versucht, so weit zu gehen wie möglich, so heißt die letzte Folge dann „Going too far“, Zu weit Gehen.
Excel Saga ist dabei von mehreren einzelnen Handlungsfäden durchzogen, die jeweils eigenständige Charaktere enthalten und sich nur sporadisch berühren. Auch Charaktere aus dem realen Leben tauchen dabei auf, wie z. B. der Autor des Excel Saga Mangas Rikudou Koushi und der Regisseur Shin’ichi Watanabe (als "Nabeshin").
Aufgrund des sehr außergewöhnlichen Humors wird Excel Saga unter Anime-Fans sowohl geliebt als auch gehasst, da dieser nicht für jedermann zugänglich ist.